# 망우리면
망우리면(忘憂里面)은 조선 후기부터 1914년 3월 31일까지 경기도 양주군에 속했던 행정구역이다. 현재 서울특별시 중랑구의 북부 지역을 관할했었다. 당시 관할구역은 묵동리, 신현리, 능후동, 방축리, 직곡리, 봉황동, 내동리, 능내동, 양원리, 입암리, 봉현리, 상리, 중리, 하리, 능곡리의 15개리였으며, 1914년 4월 1일 구지면 (양주군)과 망우리면이 합쳐져 구리면으로 되었다. 이 지역은 영/정조 이후로부터 양주군 남부로 분류가 되었다.
이후 구리면의 서부지역이자 망우리고개 이서지역인 이 지역은 1963년 1월 1일에 서울특별시 망우출장소가 설치되었으며, 1968년 1월 1일 출장소가 폐지되어 동대문구 직할이 되었다가 1988년 1월 1일에 중랑구가 설치되어 지금까지 이른다.
아울러 이 지역은 1884년 농무목축시험장이 설치된 지역이며, 1908년, 이인영과 허위가 서울 진공작전을 펼친 지역이기도 하다.
현재의 중랑구 북부 지역의 전신이 되는 지역이며, 중랑구 남부 지역의 전신은 면목동 지역을 관할했었던 고양주면 일부 지역이 된다.

## 같이 보기
- 구지면
- 구리면
- 고양주면
- 양주군
- 양주시
- 구리시
- 중랑구